# BBC Two
BBC Two é o segundo canal de televisão da British Broadcasting Corporation para o Reino Unido, Ilha de Man e Ilhas do Canal da Mancha. À semelhança do primeiro canal, possui um cariz generalista mas com uma tendência a exibir programação mais especializada e intelectual, incluindo principalmente documentários, programas educativos, ficção e programas de interesse específico. A sua financiação é assegurada através de uma licença audiovisual (licence fee), juntamente com o resto de canais domésticos da BBC e por conseguinte não inclui publicidade comercial nos seus intervalos.
Foi o terceiro canal de televisão a ser lançado no Reino Unido (a 20 de abril de 1964, após a rede de estações privadas da ITV) e, a partir de 1 de julho de 1967, o primeiro canal europeu com transmissão regular a cores. Foi concebido tendo em conta uma programação menos popular e mais ambiciosa que a do primeiro canal, e apesar desta tendência se manter até à data, a maioria da programação com um elevado cariz intelectual, cultural e de interesse específico (por exemplo o festival de música clássica BBC Proms) é agora transmitida na BBC Four.

## História
O canal teve estreia programada para 20 de abril de 1964 às 19:20 onde mostraria um programa de entretenimento, a comédia The Alberts, uma interpretação do comediante soviético Arkady Raikin, e uma produção de Cole Porter chamada Kiss Me, Kate, e fecharia o dia com um espetáculo de fogos artificiais. Surpreendentemente, por volta das 18:45 houve uma falha de eletricidade, originada na Estação de Battersea, que causou um black-out no centro de produção da BBC. A BBC One foi capaz de seguir transmitindo seus programas normalmente, mas a pouca energia não foi suficiente para levar ao ar o novo canal, após tentarem inúmeras vezes colocar o canal no ar, às 22:00 os produtores por vencidos, deixando a programação para a manhã seguinte. Como o centro de notícias da BBC não foi afetado, eles fizeram uma conexão entre os dois canais o resto do dia.
Às 11 horas do dia 21 de abril, a energia foi restaurada nos estúdios e a programação começou, isto fez do Play School o primeiro programa oficial a ser mostrado no canal.
BBC One e ITV depois se uniram a BBC Two no sistema UHF de 625 linhas, mas continuaram transmitindo também em VHF de 405 linhas até 1985.
BBC Two se converteu para ser o primeiro canal britânico a transmitir em cores em 1967, usando o sistema PAL. BBC One e ITV simultâneamente introduziram cor PAL em UHF em finais de 1969.

## Directores da BBC Two
- 1964–1965: Michael Peacock
- 1965–1969: David Attenborough
- 1969–1974: Robin Scott
- 1974–1978: Aubrey Singer
- 1978–1982: Brian Wenham
- 1982–1987: Graeme MacDonald
- 1987–1992: Alan Yentob
- 1992–1996: Michael Jackson
- 1996–1999: Mark Thompson
- 1999–2004: Jane Root
- 2004–presente: Roly Keating